# Fieldia australiana
Fieldia australiana là một loài thực vật có hoa trong họ Tai voi. Loài này được (C.T.White) B.L.Burtt mô tả khoa học đầu tiên năm 1999.